# Лиховид Оксана Михайлівна
Окса́на Миха́йлівна Лихови́д (до шлюбу Стецик, 1944—2014) — українська композиторка, музикознавиця, педагог, заслужений діяч мистецтв України (2007).

## Життєпис
Народилася в учительській сім'ї Стециків, 1945 року батьки переїхали у Мукачево. Мати Тетяна Стецик працювала в ЗОШ № 5, батько, Михайло Стецик, працював директором спецшколи при обласній дитячій клінічній лікарні. Закінчила Мукачівську ЗОШ № 2 імені Т. Г. Шевченка, Ужгородське музичне училище.
1963 року стала лауреаткою обласного конкурсу самодіяльних композиторів в Ужгороді.
1969 року закінчила Київську консерваторію, клас О. Шреєр-Ткаченко, де згодом й лишилася працювати.
Протягом 1972—1980 років викладала на кафедрі історії української музики. В 1980—1982 роках входила до складу редакційної колегії з музичних питань міністерства культури УРСР. Протягом 1985-1986-х — наукова редакторка видавництва УРЕ, виступала з авторськими програмами на українському радіо.
У 1986—1992 роках викладала та завідувала музичною школою у якутському місті Нерюнгрі, де організувала громадсько-культурне товариство «Кобзар»; проводила «Українські вечорниці» та вела роботу з дітьми у суботніх українських школах.
Від 1992 року — викладачка імпровізації та композиції мукачівської школи мистецтв № 1 ім. Степана Мартона. В 1994—1995 роках — художня керівниця Ужгородської філармонії, викладачка музичної літератури Ужгородського музичного училища. Від 1996 року проживала у Нью-Йорку, викладала в Українському музичному інституті Америки. 2000 організувала аматорський ансамбль пісні «Українська родина», протягом 2002—2005 років — директор центру «Українська світлиця».
Розміщувала публікації в українських, російських, американських та канадських виданнях. На вірш Оксани Лиховид Олександр Білаш написав поему «Молитва до музики» для баритона з оркестром.
Серед творів:
- «Заквітчані гори» (слова Юлія Боршоша-Кум'ятського, 1993),
- «Добре тому, добре» («Щастя життя», слова Олександра Духновича, 1994, для хору без супроводу)
- «Молитва до Діви Марії» (1994, слова власні, для солістки й хору із супроводом)
  - романси
- «Білі хмарини» (слова Василя Безкоровайного, 1979),
- «Нічого не було» (слова Зої Когут, 2000),
- «Колиха калина свої віти» (слова Любові Дмитришин-Часто, 2004)
  - пісні на власні слова
- «Срібна земля» (1992),
- «Гілочка калини» (2001),
- «Я люблю вас, Карпати мої!» (2003),
- «Падай, падай, дощику» (2004),
- «Чорнобильська балада» (1990, для вокального тріо)
- «Пісня про Мукачеве» (1992),
- «Пісня про тебе» (1992, для вокального дуету).

2005 року записала компакт-диск «Гілочка калини».
З чоловіком В'ячеславом Лиховидом виростила доньок Христину й Мар'яну.